# Remo Vigni
Remo Vigni (Brescia, 11 novembre 1938 – Villanuova sul Clisi, 17 giugno 2019) è stato un calciatore italiano, di ruolo attaccante.

## Carriera
Cresciuto nel Brescia dove debutta tra i professionisti, tra il 1961 e il 1963 gioca in Serie A con Sampdoria e Catania.
Successivamente gioca per tre stagioni al Monza e altrettante nel Padova, con la cui maglia disputa la finale di Coppa Italia contro il Milan e dove conclude la carriera nel 1969.